# Aurora (contea di Florence, Wisconsin)
Aurora è un centro abitato (town) degli Stati Uniti d'America situato nella contea di Florence nello Stato del Wisconsin. La popolazione era di 1,186 persone al censimento del 2000. La comunità incorporata di Aurora si trova nella città. Aurora si trova sul confine tra il Michigan e il Wisconsin, attraverso il fiume Menominee nei pressi della città di Kingsford, nel Michigan.

## Geografia fisica
Secondo lo United States Census Bureau, ha un'area totale di 38,4 miglia quadrate (99,4 km²).

## Società

### Evoluzione demografica
Secondo il censimento del 2000, c'erano 1,186 persone.

### Etnie e minoranze straniere
Secondo il censimento del 2000, la composizione etnica della città era formata dal 98,90% di bianchi, lo 0,25% di afroamericani, lo 0,25% di nativi americani, lo 0,08% di asiatici, lo 0,08% di altre razze, e lo 0,42% di due o più etnie. Ispanici o latinos di qualunque razza erano lo 0,93% della popolazione.